# Duino-Aurisina

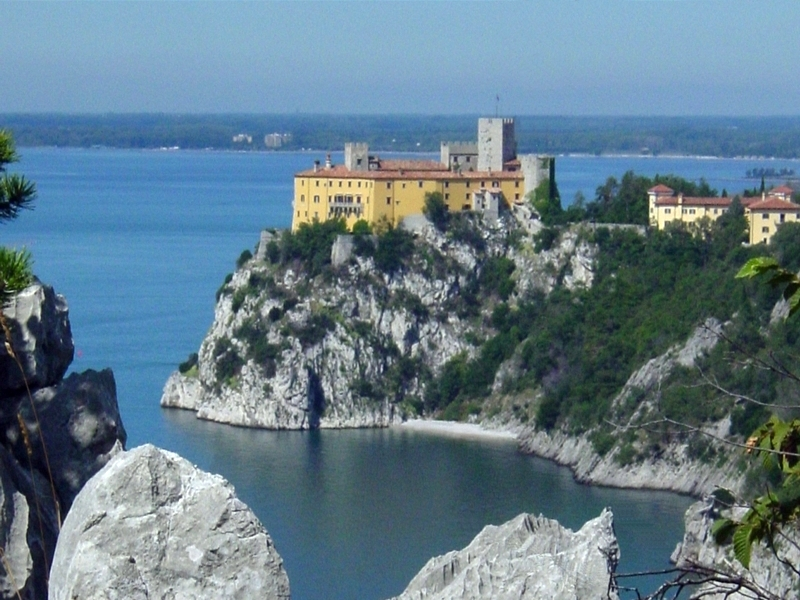
Het "Castel Nuovo" in Duino

Duino-Aurisina (Sloveens: Devin-Nabrežina, Duits: Tybein-Nabreschin) is een gemeente in de Italiaanse provincie Triëst. Duino-Aurisina ligt enkele kilometers ten noorden van de provinciehoofdstad Triëst aan de Golf van Triëst. Volgens de laatste volkstelling spreekt 71% Italiaans, 28% Sloveens en 1% Duits. In 1949 telde het militair gezag nog 68% Slovenen en 31% Italianen, terwijl deze verhouding in 1961 wijzigde naar 49% versus 50%. Vanwege het groot aantal autochtone Slovenen is de gemeente tweetalig. De gemeente bestaat uit de twee hoofdplaatsen Duino (Devin, Tybein ) en Aurisina (Nabrežina, Nabreschin). Een van de plaatsen in de gemeente Duino-Aruisina is Medeazza. De gemeente is in 1928 gevormd uit de voormalige gemeenten Aurisina, Duino, Malchina, San Pelagio en Slivia.
Duino-Aurisina ligt aan de van oorsprong Romeinse verbindingsweg van Aquileia naar Triëst en Rijeka. De steengroeve van Aurisina bestond al in de oudheid en leverde stenen voor de bouw van Aquilea, Tergeste en Cividale del Friuli, het oude Forum Iulii (Sloveens: Čedad).
Tijdens de Eerste Wereldoorlog werd Duino-Aurisina zwaar getroffen. Direct na de oorlog bezette Italië de gemeente en begon de italianisering van de bevolking. Vanaf de jaren 1920 vluchtte een groot deel van de Sloveense bevolking naar Joegoslavië. Tijdens de Tweede Wereldoorlog werd een deel van de bevolking gedeporteerd, mede omdat het gebied een steunpunt was voor het verzet van Sloveense en Italiaanse partizanen. Aan het eind van de oorlog trokken Australische troepen door Aurisina op weg naar Triëst, dat kort tevoren door Sloveense en Joegoslavische eenheden was bevrijd. Na de oorlog, toen het gebied aangesloten werd bij Italië, trok een deel van de bevolking naar Slovenië en in de overzeese migratie (vooral Australië).

## Duino
In Duino ligt een wandelroute, die naar de Duitse dichter Rainer Maria Rilke is vernoemd. Deze dichter verbleef in 1912 op kasteel Duino en schreef er zijn tien Duineser Elegien ("Elegieën van Duino").
In 1906 stierf in Duino de natuurkundige Ludwig Boltzmann. De Oostenrijkse auteur Julian Schutting publiceerde in 1976 de roman "Sistiana", genoemd naar het kustdorpje Sistiana (Sesljan - Seestein) bij Duino.
Sinds 2024 studeert de Nederlandse prinses Ariane aan het United World College in Duino.

## Aurisina
Aurisina werd voor het eerst vermeld als Lebrosina in 1308. Het kreeg grotere economische betekenis toe in 1857 de spoorlijn Triëst-Wenen werd gebouwd. Steen uit de groeve van Aurisina kon voortaan gemakkelijker en goedkoper over grote afstanden worden vervoerd. Een groot deel van het parlementsgebouw in Wenen is gebouwd met stenen uit Aurisina. In de 19e eeuw waren enige duizenden te werk gesteld in de groeve.
In Aurisina staat een kerk van de schutspatroon van de plaats, de H. Rochus. De kerk werd in 1604 gewijd en vernieuwd in barokstijl in 1760. Op het dorpsplein van Aurisina staat sinds 1972 een monument ter nagedachtenis aan de 113 slachtoffers van het fascisme uit Duino-Aurisina. Aan hetzelfde plein ligt het geboortehuis van de schrijver Igo Gruden met een borstbeeld van hem voor het huis. Kort bij Aurisina ligt een Oostenrijks-Hongaarse militaire begraafplaats, waar 1934 soldaten zijn begraven. Van Aurisina loopt de Kugy-wandelroute naar de Rosandravallei bij Triëst (Italiaans: Val Rosandra, Sloveens: Dolina Glinščice).

## Geboren in Duino-Aurisina
- Alojz Rebula (San Pelagio - Šempolaj, 1924), Sloveens schrijver
- Igo Gruden (Aurisina - Nabrežina, 1893-1948), Sloveens dichter, vertaler en verzetsman